# Mayann Francis
Mayann Elizabeth Francis  ONS (nascida em 18 de fevereiro de 1946) é a atual vice-governadora da província de Nova Escócia, no Canadá.
Nascida em Sydney, Nova Escócia e criada em Whitney Pier, ela é filha de George A. Francis e Thelma D. Francis. É graduada pela Saint Mary's University e completou seus estudos de graduação na Universidade de Nova Iorque. 
Em 20 de junho de 2006, foi nomeada pela governadora-geral Michaëlle Jean (que foi orientada pelo primeiro-ministro Stephen Harper) para o cargo de vice-governadora de Nova Escócia, assumindo o cargo em 7 de setembro de 2006. Francis é a primeira canadense negra e a segunda mulher a ser vice-governadora de Nova Escócia.